# 순데발둥근잎박쥐
순데발둥근잎박쥐 또는 순데발잎코박쥐(Hipposideros caffer)는 잎코박쥐과에 속하는 박쥐의 일종이다. 겉모습은 근연종 노아크둥근잎박쥐와 아주 유사하며, 과거에 두 종은 같은 종으로 간주했다.

## 아종
- H. c. angolensis
- H. c. caffer
- H. c. nanus
- H. c. tephrus